# Sangeet Natak Akademi
Sangeet Natak Akademi (Hindi: संगीत नाटक अकादेमी, sangīta nāṭaka akādemī) ist die nationale indische Akademie für Musik, Tanz und Drama. Sie wurde vom Erziehungsministerium der Republik Indien am 31. Mai 1952 gegründet. Der erste Präsident der Akademie, P. V. Rajamannar wurde durch Rajendra Prasad, den ersten Staatspräsidenten Indiens, am 28. Januar 1953 in sein Amt eingeführt. Die Mitgliedschaft in der Akademie und ihre Preise sind mit hohem Ansehen verbunden.

## Funktionen
Die Akademie soll das kulturelle Erbe Indiens bewahren. Sie hat dazu Institutionen gegründet und Projekte durchgeführt. Hier sind besonders zu erwähnen:
- die National School of Drama in Neu-Delhi
- die Jawaharlal Nehru Manipur Dance Academy in Imphal
- Kathak Kendra (das Institut für den Kathak-Tanz), Neu-Delhi
- Projekte zur Unterstützung des Kutiyattam (traditionelles Sanskrit-Theater in Kerala)

Außerdem unterstützt sie Institutionen, die in der Ausbildung junger Künstler und in der Aufführung oder Förderung von Musik, Tanz und Theater engagiert sind und vergibt Fördermittel für entsprechende künstlerische Projekte. Im Weiteren dokumentiert sie diese Kunstgattungen und hat ein entsprechendes Archiv und eine Bibliothek gegründet. Außerdem unterstützt sie die indische Regierung in kulturpolitischen Fragen und unterstützt den kulturellen Austausch.

## Auszeichnungen

### Sangeet Natak Akademi Award
Der Preis der Akademie gilt als die höchste nationale Anerkennung und wird durch den Präsidenten Indiens an darstellende Künstler verliehen. Der Preis besteht aus einer Geldsumme von Rs. 50,000/-, einem Schal und einer Tamrapatra-Plakette. Zu den Preisträgern gehören beispielsweise in der hindustanischen Musik Zakir Hussain, Shobha Gurtu, Ali Akbar Khan oder Ravi Shankar.

### Sangeet Natak Akademi Fellowship
Die Akademie ehrt seit 1954 durch Wahl der Akademiemitglieder auch Personen als Fellow mit dem Sangeet Natak Akademi Ratna.